# 双缩脲试剂

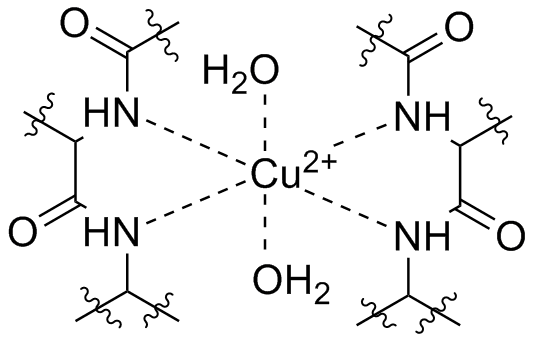
双缩脲试剂与多肽形成的配合物。

双缩脲试剂（英語：Biuret reagent）是一种用于鉴定蛋白质的分析化学试剂。它是一个碱性的含铜试液，呈蓝色，由1%强碱（氢氧化钠/氢氧化钾等）、几滴1%硫酸铜和酒石酸钾钠配制。当底物中含有肽键（多肽）时，试液中的铜与多肽配位，配合物呈紫色。可通过比色法分析浓度，在紫外可见光谱中的波长为540 nm。鉴定反应的灵敏度为5～160 mg/mL。
双缩脲试剂中真正起作用的是硫酸铜，而氢氧化钾仅仅是为了提供碱性环境，因此它可被其他碱，如氢氧化钠所代替。向试剂中加入碘化钾，可延长试剂的使用寿命。
使用方法：先将双缩脲试剂A（氢氧化钠溶液）加入组织样液，振荡均匀（必须营造碱性环境），再加入双缩脲试剂B（硫酸铜与酒石酸钾钠的混合溶液），振荡均匀。如果组织里含有蛋白质，那么会看到溶液变成紫色。具有两个或两个以上肽键的化合物皆可与双缩脲试剂产生紫色反应。蛋白质的肽键在碱性溶液中能與Cu2+络合成紫红色的络合物。颜色深浅与蛋白质浓度成正比。

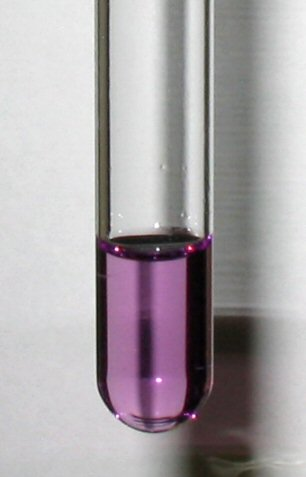
双缩脲反应特征色